# Euphorbia neohumbertii
Euphorbia neoerubescens es una especie fanerógama perteneciente a la familia de las euforbiáceas. Es endémica de Madagascar en la Provincia de Antsiranana.

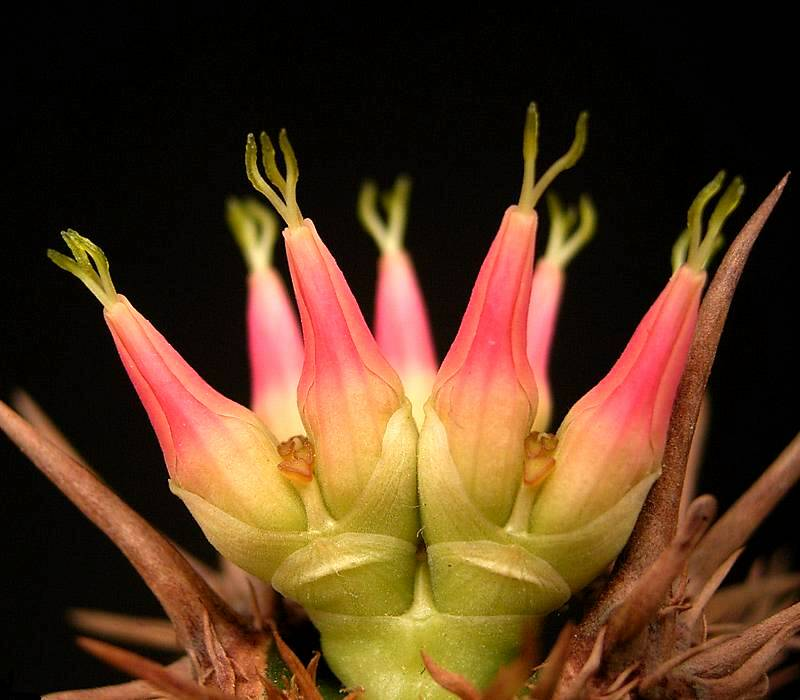
Detalle de la planta

## Descripción
Es un arbusto con tallo suculento espinoso con ciatios terminales. Se encuentra en las secas laderas rocosas de los inselbergs; a una altitud de 0-499 metros.

## Hábitat
Su hábitat natural son las áreas rocosas. Está amenazado por la pérdida de hábitat,

## Taxonomía
Euphorbia neohumbertii fue descrita por Pierre Boiteau y publicado en Bulletin Trimestriel de l'Académie Malgache, n.s., 24: 85. 1941.
Etimología
Euphorbia: nombre genérico que deriva del médico griego del rey Juba II de Mauritania (52 a 50 a. C. - 23), Euphorbus, en su honor – o en alusión a su gran vientre –  ya que usaba médicamente Euphorbia resinifera. En 1753 Carlos Linneo asignó el nombre a todo el género.
neohumbertii: epíteto con el prefijo neo para diferenciarlo de la especie ya existente de Euphorbia humbertii.